# Acacia rigescens
Acacia rigescens là một loài thực vật có hoa trong họ Đậu. Loài này được Tindale & Bedward miêu tả khoa học đầu tiên.